# Saint-Parres-aux-Tertres

Saint-Parres-aux-Tertres este o comună în departamentul Aube din nord-estul Franței. În 1 ianuarie 2022 avea o populație de 3.214 de locuitori.